# Przejście graniczne Stożek-Maly Stožek
Przejście graniczne Stożek-Maly Stožek – polsko-czeskie przejście graniczne małego ruchu granicznego położone w województwie śląskim, w powiecie cieszyńskim, w gminie Wisła, należące administracyjnie do Wisły, zlikwidowane w 2007.

## Opis
Przejście graniczne Stożek-Maly Stožek zostało utworzone 19 lutego 1996. Czynne było codziennie w godz. 6.00–22.00. Dopuszczony był ruch pieszych, rowerzystów, motorowerami o pojemności skokowej silnika do 50 cm³ i transportem rolniczym. Odprawę graniczną i celną wykonywały organy Straży Granicznej. Doraźnie kontrolę graniczną i celną osób, towarów oraz środków transportu wykonywała Strażnica SG w Wiśle.
21 grudnia 2007 na mocy układu z Schengen przejście graniczne zostało zlikwidowane.

### Przejście graniczne z Czechosłowacją
W okresie istnienia Czechosłowackiej Republiki Socjalistycznej funkcjonowało w tym miejscu polsko-czechosłowackie przejście graniczne małego ruchu granicznego Stożek-Maly Stožek – II kategorii. Zostało utworzone 13 kwietnia 1960. Dopuszczony był ruch osób i środków transportu na podstawie przepustek w związku z użytkowaniem gruntów. Otwierane było po wzajemnym uzgodnieniu umawiających się stron. Odprawę graniczną i celną wykonywały organy Wojsk Ochrony Pogranicza. Kontrolę graniczną i celną osób, towarów oraz środków transportu wykonywała Strażnica WOP Wisła.
Formalnie przejście graniczne zostało zlikwidowane 24 maja 1985.